# José Carlos Schmidt
José Carlos Schmidt Filho (Porto Alegre,[carece de fontes?] ) é um tenista brasileiro que atuou nas décadas de 1970 e 1980 e que conseguiu chegar ao top 100 de duplas  da Associação de Tenistas Profissionais (ATP) em 1983, como 82° do mundo.
Schmidt representou o Brasil nos Jogos Pan-Americanos de 1975, na Cidade do México, ao lado de João Soares Júnior, e ganharam a medalha de bronze.
Sempre melhor nas duplas do que em simples, também disputou a Copa Davis, ao lado de Thomaz Koch, entre grandes nomes da época.[carece de fontes?]
Encerrou a carreira na década de 1980 e, atualmente, é técnico e vive em Novo Hamburgo, no estado do Rio Grande do Sul.
José Carlos Schmidt faleceu em maio de 2022, aos 67 anos, em Novo Hamburgo.